# 무버블 프레임
무버블 프레임(영어: Movable Frame, 일본어: ムーバブルフレーム)은 메카닉 디자이너 나가노 마모루에 의해 고안, 명명된 로봇의 가공의 구조이다. 프레임 구조의 일종으로 가동 골격, 가동 골조의 의미이다.

## 같이 보기
- 건담 시리즈